# Kadam
Die Kadam-Tradition (auch: Gadang-Schule oder Gedang-Sekte; tibetisch: bka' gdams; chinesisch Gadang pai 噶當派/噶当派; Pinyin: Gádāng pài) des tibetischen Buddhismus war die erste der Schulen der sogenannten „Neuen Übersetzungen“ (Sarma) buddhistischer Schriften aus dem Sanskrit ins Tibetische. Sie wurde von Drom Tönpa, der 1056/1057 das Kadam-Kloster Radreng (tib.: rwa sgreng) oder Radreng-Kloster (chin. Rezhen si) nördlich von Lhasa im Kreis Lhündrub errichten ließ, gegründet und hatte ihren Ursprung vornehmlich in den Lehren Atishas und dessen Lamrim „Die Lampe des Erleuchtungswegs“ (Sanskrit: Bodhipathapradipam, tibetisch: byang chub lam gyi sgron ma, chinesisch: Puti daodeng lun). Im späten 14. und frühen 15. Jahrhundert ging die Kadam-Tradition insbesondere in der Gelug-Schule, deren Angehörige auch als „Neue Kadampas“ bezeichnet wurden, auf. Die Linien der Kadam-Tradition werden aber heutzutage innerhalb aller vier Vajrayana-Traditionen des tibetischen Buddhismus gehalten.

## Entstehung
Atisha hielt vor allem drei Linien und führte diese in Tibet ein. Diese drei Linien sind:
1. die „Linie der Tiefgründigen Philosophie“ über Buddha Shakyamuni / Manjushri / Nagarjuna;
2. die „Linie der Unermesslichen Aktivität“ über Buddha Shakyamuni / Maitreyanatha / Asanga und
3. die „Linie der Übertragung des Segens und der Praxis“ von Buddha Vajradhara / Tilopa / Naropa.

Zuflucht und Bodhichitta spielten bei Atishas Darlegungen eine zentrale Rolle. Des Weiteren legte Atisha großen Wert auf die Einhaltung der buddhistischen Ordensregeln in Tibet, später kennzeichnendes Element für die Kadam-Schule. Die Lehren der Kadampas waren mehr an den Sūtras orientiert und gründeten vor allem auf dem zweiten Lehrzyklus des Buddha Shakyamuni (2. Drehen des Rades der Lehre).
Zuerst wurde Atishas Vermächtnis an Dromtönpa bekannt als Tradition der „Vier Gottheiten und Drei Dharmas“, die einen widerspruchsfreien Anwendungsweg der Vereinigung von Sutra und Tantra aufzeigte. Später unter dem Namen: „Atishas Kadam Tradition, das großartige Vermächtnis von Sieben göttlichen Dharmas“.
Die Halter der Kadam-Linie schmückten ihren Körper mit den „Vier Gottheiten“ (Shakyamuni, Avalokiteshvara, Tara und Achala), ihre Sprache mit den „Drei Körben“ (Tripitaka) und ihren Geist mit der Praxis der „Drei Schulungen“ (ethische Selbstdisziplin, Meditation und Weisheit). Die „Sieben göttlichen Dharmas“ der Kadampas waren somit: Die „Vier Gottheiten“ zusammen mit den „Drei Schulungen“ der „Drei Körbe“.

### Sechs kanonische Texte
Zu den „Sechs kanonischen Texten“ (tib.: bka' gdams gzhung drug) der Kadampas zählten:
1. „Die Stufen des Bodhisattva“ (skt.: Bodhisattvabhumi; tib.: byang sa) von Asanga
2. „Schmuckstück der Mahayana Sutras“ (skt.: Mahayanasutraalamkara; tib.: mdo sde rgyan) von Maitreya/Asanga;
3. „Kompendium der Schulungen eines Bodhisattvas“ (skt.: Shikshasamucchaya; tib.: bslab pa kun btus) von Shantideva;
4. „Führer für die Lebensweise eines Bodhisattvas“ (skt.: Bodhicharyavatara; tib.: spyod 'jug) von Shantideva;
5. „Girlande der Wiedergeburtsgeschichten“ (skt.: Jatakamala; tib.: skyes rabs) von Aryashura; und
6. „Die Sammlung der Worte des Buddha“ (skt.: Udanavarga; tib.: ched du brjod pa'i tshoms) – das tibetische „Dhammapada“ von Dharmatrata.

## Lehrer
Bedeutende Lehrer der Kadam-Tradition waren: Lochen Rinchen Sangpo (tib.: lo chen rin chen bzang po; 958–1055), die „drei Kadam-Brüder“: Potowa Rinchen Sel (tib.: po to pa rin chen gsal; 1027–1105), Phuchungwa Shönnu Gyeltshen (tib.: phu chung ba gzhon nu rgyal mtshan; 1031–1106) und Chengawa Tshülthrim Bar (tib.: spyan snga ba tshul khrims 'bar; 1038–1103); Sharawa (tib.: sha ra ba; 1070–1141) und Chekawa Yeshe Dorje (tib.:  'chad ka pa ye shes rdo rje; 1101–1175).
Es heißt, eine der wichtigsten Lehren der Kadam sei:
- "Sieh in allen Lehren Harmonie. Empfange Anleitung von allen Lehren."[5]

## Klöster
Nach dem mongolischen General Dhordha hatte die Kadam-Schule im 13. Jahrhundert mehr Klöster als irgendeine andere. Weitere einflussreiche Klöster waren das Sangphu-Kloster (chin. Sangpu si) und das Narthang-Kloster (chin. Natang si).
- Tholing-Kloster 托林寺
- Radreng (tib. rwa sgreng, chin. Rezhen si 热振寺)
- Sangphu (tib. gsang phu), chin. Sangpu si 桑浦寺 (Naituo si 乃托寺)
- Narthang (tib. snar thang, chin. Natang si 纳塘寺)
- Chilbu-Kloster (tib. spyil bu, chin. Jibu si 基布寺)
- Cheka-Kloster (tib. 'chad kha dgon, chin. Qieka si 怯喀寺)
- Chayül-Kloster (tib. bya yul dgon pa; chin. Jiayu si 甲域寺 u. a.)
- Kangkang-Kloster (tib. kang kang dgon pa; chin. Ganggang si 岗岗寺)
- Rinchengang-Kloster (tib. rin chen gang dgon pa; chin. Renqingang si 仁钦岗寺)
- Dangchen-Kloster (tib. mdangs can dgon; chin. Dajian si 达坚寺)